# Ipso
ipso International Psychosocial Organisation (auch: Ipso – Empathy International) ist eine gemeinnützige humanitäre Organisation, die sich in Afghanistan und Deutschland für die psychosoziale Beratung und Unterstützung destabilisierter und entwurzelter Menschen einsetzt. Hierfür werden Menschen in Afghanistan und Deutschland in die Lage versetzt, eine psychosoziale peer-to-peer-Beratung anzubieten. Zudem führt ipso Projekte der psychosozialen Unterstützung und des kulturellen Dialogs durch.
Die Hilfe seitens ipso ist keine Psychotherapie, sondern eine vertrauliche Beratung durch Menschen, die ähnliche Erfahrungen gemacht haben und die eigens als Berater geschult worden sind. Die Beratung kann im direkten persönlichen Gespräch oder auch online mit Videoübertragung (ipso e-care) stattfinden.

## Organisation und Ziele
Ipso wurde 2008 durch die Psychoanalytikerin Inge Missmahl gegründet. Sie baute ipso im Rahmen ihrer Tätigkeit in Afghanistan mit Unterstützung von Caritas Deutschland als ein Netzwerk afghanischer psychosozialer Berater auf. Die psychosoziale Beratung soll den Menschen helfen, Einfluss auf ihr eigenes Leben nehmen und selbstwirksam sein zu können.
Heute hat ipso die Organisationsform einer gemeinnützigen GmbH (ipso gGmbH).
Zusätzlich wurde im Juni 2020 das Sozialunternehmen Ipso Healthcare GmbH gegründet, das von Inge Missmahl und Ralph Grobecker geleitet wird. Dieses bietet Kurzzeit-Therapien gegen Gebühr an.

## Einsatzorte

### Afghanistan
Ipso arbeitet in Afghanistan im Auftrag des deutschen Auswärtigen Amtes und der Europäischen Union und kooperiert mit dem Ministerium für Kultur und Information in Kabul. Ipso hat dort im Sinne der Hilfe zur Selbsthilfe fast 400 psychosoziale Berater ausgebildet. In Einzelgesprächen von drei bis fünf Stunden Dauer mit einem psychosozialen Berater soll Menschen vor Ort eine Gelegenheit gegeben werden, das Erlebte in ihre eigene Lebensgeschichte zu integrieren. Bei der Arbeit wird Wert auf kultursensitive Kommunikation gelegt. Ipso versteht sich als Beitrag zu Frieden und Versöhnung. Die Angebote sind kostenfrei und stehen allen Menschen in Notsituationen unabhängig von ethnischem Hintergrund, Religion, Geschlecht oder politischer Einstellung zur Verfügung.
Die Angebote von Ipso unterstützen auch die Reintegration rückkehrender Flüchtlinge oder Migranten in ihre Heimat. Die Angebote des „Psychosocial Counseling and Mental Health Center“ in Kabul und der Online-Beratung über Ipso e-care unterstützen nicht nur die afghanische Bevölkerung, sondern auch die Rückkehrer aus anderen Ländern bei ihrer Wiedereingliederung in ihre Familien und Gesellschaft. Die ipso-Berater suchen die Flughäfen auf, wenn ein Abschiebeflug ankommt, und besuchen die Gästehäuser, in denen die Abgeschobenen zunächst unterkommen, und bieten Hilfe und Beratung an.
In Afghanistan hat ipso nach eigenen Angaben durch sein Netzwerk an psychosozialen Beratern seit 2014/2015 etwa 110.000 Menschen in Afghanistan in Einzelgesprächen geholfen und sie betreut.
Ein Projekt von ipso in Afghanistan hat eine psychosoziale und soziokulturelle Komponente. Gemeinsam werden Tätigkeiten ausgeübt, die die afghanische kulturelle und soziale Identität stärken, und es wird ein Dialog zwischen verschiedenen ethnischen Gruppen, Altersgruppen und Geschlechtern initiiert.
„Die Idee ist es, polarisierende Feindbilder zu demontieren, die durch Kommunikation und Neugier ersetzt werden können, um eine gemeinsame Basis für kulturelle und soziale Identität zu schaffen.“
In Kabul, Herat, Bamiyan, Masar-e Scharif, Faisabad und Nangahar werden Container als Kulturzentren bereitgestellt, die Raum für kulturellen Ausdruck bieten – etwa Kalligraphie, persönliche Erzählungen, Poesie, Musik und Dialog zwischen den Generationen.

### Deutschland
Ipso bildet Flüchtlinge und andere Menschen mit Migrationsgeschichte kostenlos als psychosoziale Berater aus. Voraussetzungen sind gute Deutsch- oder Englischkenntnisse, eine vorangehende Ausbildung oder Berufserfahrung in den Bereichen Psychologie, Medizin, Sozialarbeit oder Pädagogik oder eine Arbeit im sozialen Sektor. Es handelt sich um eine einjährige Weiterbildung in Form einer dreimonatigen intensiven Vollzeit-Schulung mit hohem Selbsterfahrungsanteil und einer anschließenden neunmonatigen Praxisphase. In dieser letzten Phase bieten die Auszubildenden, begleitet durch Supervision, Flüchtlingen psychosoziale Beratungsgespräche an, die über ein Online-Video-Portal oder in persönlichen Gesprächen stattfinden.
Die Beratung findet in der eigenen Muttersprache statt und überwindet so eine der Hürden, die der psychologischen Betreuung von Flüchtlingen entgegensteht: das Erfordernis von Dolmetschern. Die Berater kennen zudem Kultur und Probleme ihrer Landsleute.
Anspruch auf eine psychotherapeutische Behandlung haben Flüchtlinge in Deutschland in den ersten 15 Monaten meist nur dann, wenn gravierende körperliche Beschwerden vorliegen; zudem bestehen Wartezeiten und es fehlen muttersprachliche Therapeuten oder auch Dolmetscher. Durch die Ausbildung von Flüchtlingen und Migranten für die Peer-to-Peer-Beratung kommt ipso Flüchtlingen und Migranten durch das Angebot psychosozialer Beratung in unterschiedlichen Sprachen entgegen; zugleich dient ipso der beruflichen Integration derjeniger, die für die Beratungen geschult werden.
Missmahl sieht die Beratung durch ipso zugleich als eine wirkungsvolle Maßnahme zur Deradikalisierung an, denn Menschen, die einen Sinn im eigenen Leben finden, seien für radikale Ausrichtungen weniger empfänglich.
Die Organisation war schon in China, Sri Lanka, Haiti und der Ostukraine tätig, als sich ipso nach Beginn der Flüchtlingskrise ab Anfang 2016 auch in Deutschland engagierte. Missmahl zufolge war es naheliegend, die im Ausland erprobte Entwicklungshilfe nun nach Deutschland zu re-importieren. Inzwischen Ipso ist in Deutschland in Konstanz, Berlin, Thüringen und Hamburg aktiv (Stand: Dezember 2017). Die Berater kommen aus 17 Ländern (Stand: Dezember 2017). In Rostock ermöglichen ipso und die Malteser Werke gGmbH Deutschland in Kooperation einigen Flüchtlingen eine Weiterbildung als psychosoziale Berater.
In Berlin führt Ipso gemeinsam mit dem Landesamt für Flüchtlingsangelegenheiten (LAF) ein Projekt durch, das Wege zu einem konfliktfreien Leben aufzeigen und häuslicher Gewalt in Flüchtlingsunterkünften vorbeugen soll. In diesem Projekt, Gentle Project genannt, werden Geflüchtete muttersprachlich beraten, wobei gilt: Frauen beraten Frauen und Männer beraten Männer. In Gruppenarbeit mit vier bis zehn Personen werden zudem Gewalterfahrungen reflektiert und positive Impulse gesetzt.

## Finanzierung
Ipso wird durch das Auswärtige Amt der Bundesrepublik Deutschland, Ashoka, den Europäischen Auswärtigen Dienst (EEAS), Caritas Deutschland, die Deutsche Gesellschaft für Internationale Zusammenarbeit, die Afghan Research and Evaluation Unit (AREA) und die Associació per als Drets Humans a l'Afganistan (ASDHA) finanziert. Zudem wirbt ipso um private Sponsoren für die Übernahme einer Patenschaft oder Teilpatenschaft für die einjährige Weiterbildung für eine Person.

## Medien
Im Zuge der Flüchtlingskrise wurde im Spiegel, in Deutschlandfunk Kultur, im Focus, im Stern und in anderen Medien über ipso berichtet.

## Auszeichnung
Für ihre Entwicklungsarbeit in Afghanistan und ihren hohen persönlichen Einsatz wurde die Gründerin Inge Missmahl (Ingeborg Mißmahl-Grusche) 2016 mit dem Bundesverdienstkreuz ausgezeichnet.